# Pentalogi
Pentalogi er betegnelsen for et kunstnerisk værk der består af fem dele, afsnit, installationer, etc